# Cabra blanca andaluza
La cabra blanca andaluza (oficialmente denominada blanca andaluza o serrana) es una raza caprina española originaria de Andalucía, especialmente en las serranías de difícil orografía, suelo pobre y clima seco y cálido de Andalucía Oriental y de Sierra Morena, aunque en la práctica se encuentra presente en todas las provincias andaluzas. La denominación se debe al color blanco uniforme de su capa, a las zonas de serranía que ocupa y a la región donde se cría. Se trata de una raza antigua, relacionada con la capra prisca y con la cabra nubiana (africana). El Catálogo Oficial de Razas de Ganado la incluye en el Grupo de Razas Autóctonas en Peligro de Extinción.

## Características morfológicas
La cabra blanca andaluza tiene el tronco alargado y profundo y pecho desarrollado, con costillares arqueados. Existen individuos de perfil convexo, hipermétricos y longilíneos. El perfil convexo se relaciona con la cabra nubiana. Sus extremidades son altas y fuertes y tienen con articulaciones grandes. Presenta un acusado dimorfismo sexual, pues el peso de los machos adultos oscila entre los 85 y los 100 kg. mientras que las hembras pesan entre 60 y 70 kg.
Sus cuernos como los de la cabra prisca, muy desarrollados en los machos. Su pelo es fuerte. La capa es de color blanco uniforme y a veces es cereña. Con frecuencia los machos tienen abundante pelambrera en el tercio anterior del cuerpo, en el antebrazo y espalda, llamada codera y pelliza. Los machos tienen barba y un reducido porcentaje de hembras perilla, siendo frecuente en ambos la presencia de zarcillos. 

## Características productivas
El objetivo principal de su explotación es la producción de carne en medios difíciles, a lo que contribuyen su gran tamaño, la alta calidad de su carne, el buen rendimiento en el matadero y el rápido crecimiento de los cabritos. 
En las zonas de explotación tradicionales se produce el chivo, criado a pasto con la madre y sacrificado a los cinco meses de edad con un peso vivo de entre 25 y 30 kg. Sin embargo el tipo comercial que mayor precio alcanza en el mercado es el cabrito lechal, alimentado fundamentalmente con la leche de la madre y sacrificados entre los 40 y los 50 días de edad cuando está entre los 10 y 12 kg de peso vivo.
Las hembras tienen una buena aptitud, por lo que la cabra blanca andaluza ha sido sometida a ordeño tradicionalmente. No obstante el sistema de explotación netamente extensivo en zonas agrestes y mal comunicadas no favorecen la producción de leche ni la práctica del ordeño.

## Sistemas de explotación
El principal sistema de explotación es el extensivo integral, en parajes abruptos de las serranías andaluzas, de difícil orografía, frecuentemente inaccesibles y de clima duro. Generalmente las explotaciones son pequeñas, con menos de 100 reproductoras, en rebaños mixtos de cabras y ovejas. Sin embargo también existe un pequeño número de explotaciones de entre 400 y 600 cabras.